# 奧克斯利 (密蘇里州)
奧克斯利（英語：Oxly）是位於美國密蘇里州里普利縣的普查規定居民點。

## 歷史
奧克斯利的郵局自1900年營運至今。

## 人口
根據2020年美國人口普查的數據，奧克斯利的面積為6.83平方千米，皆為陸地。當地共有人口99人，而人口密度為每平方千米14.49人。